# Оксеншерна, Юхан Габриэль
Граф Юхан Габриэль Оксеншерна (швед. Johan Gabriel Oxenstierna; 19 июля 1750 — 29 июля 1818) — шведский поэт Густавской эпохи. Известный придворный во время правления короля Густава III, он также был политиком, дипломатом и членом Шведской академии, занимая место № 8. Несколько раз он был членом шведского правительства и парламента. Кроме всего прочего, Оксеншерна также известен своим переводом на шведский язык эпической поэмы Джона Мильтона «Потерянный рай».

## Ранняя жизнь

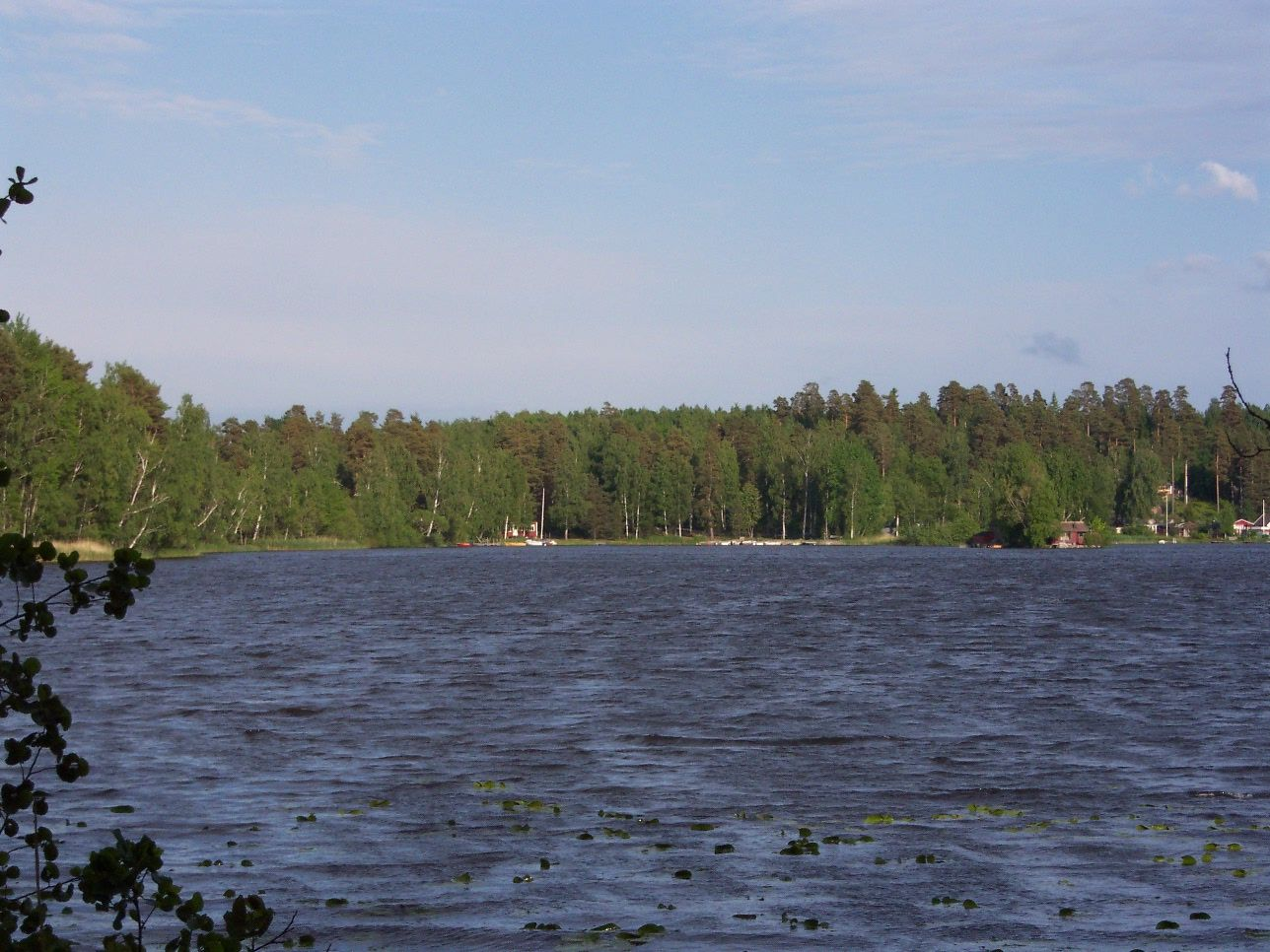
Вид на озеро Кольснарен, у которого находится дом детства Юхана Оксеншерны

Юхан Габриэль Оксеншерна родился в поместье Шенес, на берегу озера Кольснарен (ныне муниципалитет Вингокер), в провинции Седерманланд. Здесь он жил во время своей юности со своими родителями, генерал-майором графом Йёраном Оксеншерной (1699—1778), членом графской линии Корсхольм и Вааса семьи Оксеншерна, и графиней Сарой Гилленборг (1726—1812), а также с его бабушкой и дедушкой, Маргаретой Гилленборг (урожденная фон Бейер) и Яном Гилленборгом. Бабушки и дедушки принимали активное участие в воспитании юного Юхана Габриэля — дедушка до самой его смерти в 1752 году — так как родители временами проживали в Карлстене — из-за отцовской военной карьеры. Юхан был самым старшим из четырех братьев. Младшие братья — Аксель Фридрих (1753—1841), Йёран Людвиг (1756—1804) и Якоб Густав (1760—1824).
Его детство в поместье Шенес во многом сыграло ведущую роль в его последующем авторстве. Красота природы Седерманланда и воспоминания о его тамошнем воспитании вдохновляли его на темы предромантических публикаций. Его дядя по материнской линии, поэт Густав Фредрик Гилленборг, в чьем доме он провел много времени, и его учитель, поэт Олоф Бергклинт, делали все, чтобы вдохновить его выбор карьеры в качестве поэта. Человек, чьи произведения он читал и восхищался в это время, был поэт Густав Филипп Крёйц.
В 1762 году он был зачислен в качестве студента в Уппсальский университет, который он окончил в 1767 году с административной степенью («kansliexamen»). Олоф Бергклинт служил в качестве преподавателя для его университетских исследований, начиная с 1764 года. Во время учебы он иногда жил в Упсале.
Хотя сочинения Оксеншерны не были опубликованы до тех пор, пока он не переехал из Шенеса и не начал работать, он написал Дневник в 1766—1768 годах, который был опубликован в 1965 году издателями Бокгилле в Упсале под названием Ljuva ungdomstid: Dagbok 1766—1768 (Сладкое время юности: Дневник 1766—1768). В нём он делает ежедневные наблюдения о своей жизни в поместье Шенес, а затем в Упсале и Стокгольме. Дневник, написанный на французском языке, раскрывает меланхолический и эмоциональный характер и глубокий интерес к природе и поэзии, а не к рациональной философии того времени.

## Общественная карьера

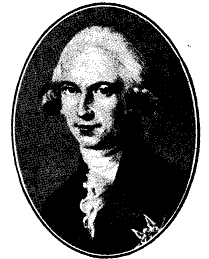
Юхан Габриэль Оксеншерна

Подобно своему отцу и трем братьям, Юхан Оксеншерна начал карьеру в государственном секторе. После окончания университета в Уппсале и после успешного диспута перед королевским двором он был принят на работу в королевскую канцелярию, в отдел иностранной корреспонденции. В это время он жил со своим дядей, Густавом Гилленборгом. Он был назначен исполняющим обязанности секретаря комиссии в Вене в 1770 году, а также стал постоянным секретарем комиссии в этом городе в 1772 году, после переворота короля Густава III и установление абсолютной монархии в Швеции. Он, по-видимому, совершенно не интересовался своей дипломатической работой в Вене и больше интересовался поэзией и обменом письмами с одной австрийской дамой, что свидетельствовало о явном влиянии Руссо.
В 1774 году Юхан Оксеншерна был отозван королем в Стокгольм и назначен камергером. Он надеялся получить должность в шведском представительстве в Париже, но вместо этого получил титульную должность второго секретаря президентской канцелярии (то есть департамента иностранных дел). В качестве камергера он использовал свои поэтические таланты и сблизился с королем, который был особенно восхищен его умением писать и говорить по-французски. В результате доверия короля к нему, он был направлен на дипломатические миссии в несколько немецких государств в 1778 году. Он был назначен старшим камергером в 1783 году и членом коллегии канцелярии в 1785 году, со специальным заданием работать с вопросами, касающимися Померании и Висмара. В 1786 году король сделал его членом Тайного совета Швеции и президентом Коллегии канцелярии вместе с Эммануэлем де Гиром. Как президент канцелярии Юхан Габриэль Оксеншерна был главой Тайного совета и отвечал за вопросы, касающиеся внешней политики короля.
Когда Тайный совет был распущен и должность коллегии канцелярии упразднена в 1789 году, он был назначен главным управляющим при королеве, а в отсутствие короля во время русско-шведской войны (1788—1790) он был членом кабинета министров. В течение этого времени, полагая, что король собирается отречься от престола, он работал над созданием союза с другими дворянами и герцогом Карлом, чтобы заставить короля заключить мир с Россией и вступить в оборонительный союз с Данией и Россией. Король Густав III, однако, оставался на троне до своего убийства в 1792 году, незадолго до которого Юхан Оксеншерна был сделан риксмаршалом («Маршал Королевства»). После смерти короля он оставил все государственные должности, но остался в качестве маршала при дворе.
После смерти короля Густава III он временно впал в немилость у новых правителей. Он на короткое время вернулся в качестве члена кабинета министров в 1798 и 1799 годах, в то время как король Густав IV Адольф путешествовал по Европе. В 1801 году он ушел с поста риксмаршала и не имел никакого политического влияния вплоть до революции 1809 года, которая свергла короля Густава IV Адольфа и ввела Конституцию 1809 года. Юхан Габриэль Оксеншерна не любил революцию, но согласился быть председателем комитета во время парламента 1809 года, и снова в 1815 году. Однако он никоим образом не был влиятельным политиком.
Юхан Габриэль Оксеншерна никогда не был крупным политиком или дипломатом. Как упоминалось ранее, он проявил явное отсутствие интереса уже во время своей первой дипломатической миссии в Вене. Король часто держал его в неведении и сам занимался делами. Густаву III просто нравилось, что рядом с ним находится Юхан Оксеншерна, поскольку со времен Акселя Оксеншерны его семья пользовалась большой известностью в государственных делах. Юхан Оксеншерна часто отвлекался от своей работы, его мысли блуждали по более интересным вопросам, вплоть до того, что он иногда писал публичные документы в стихах. Современники описывали его как «неподходящего для управления», а в качестве риксмаршала он сумел дезорганизовать как похороны короля Густава III, так и коронацию нового короля Карла XIII, чем вызвал немало нареканий даже у самого нового короля. Он не был слеп к этому недостатку административных способностей, и когда его предложили на должность президента канцелярии, он написал другу: «это безумие и никогда не может быть, так как я не компетентен для этой должности».
В 1804 году Юхан Габриэль Оксеншерна был избран членом Королевской Шведской академии наук.
30 октября 1791 года граф Юхан Оксеншерна женился на Лувисе Кристине Вахшлагер (1767—1809), от брака с которой у него был один сын:
- Граф Густав Йёран Габриэль Оксеншерна (3 декабря 1793 — 31 марта 1860), капитан, камергер.